# Ihsan Nuri

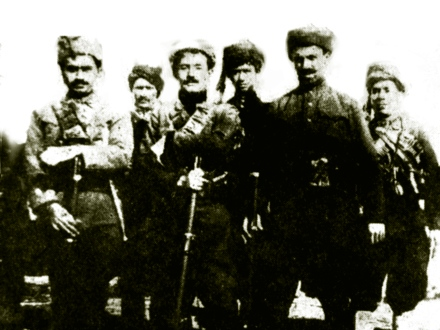
Balról jobbra: Sipkanlı Halis bég, Ihsan Nuri pasa, Hasenanlı Ferzende bég

Ihsan Nuri pasa (kurdul: Îhsan Nûrî Paşa) (Bitlis, Oszmán Birodalom, 1892 vagy 1893 – Teherán, 1976. március 25.) kurd politikus és katona, az oszmán hadsereg volt tisztje és az Araráti Köztársaság egyik vezetője.

## Fiatalkora
Ihsan Nuri 1893-ban született családi házában Bitlis-ben. Felmenőit tekintve jalai-kurd származású. Miután elvégezte az elemi iskolát, szülei az Erzincan Katonai Iskolába (törökül: Erzincan Askerî Rüştiyesi) küldték. Miután ezt is kiváló teljesítménnyel fejezte be, beiratkozott az Oszmán Katonai Akadémiára. 1910-ben sikeresen letette az államvizsgát és csatlakozott a hadsereghez. Először Albániába, majd Jemenbe irányították, ahol 33 hónapot szolgált a hadsereg kötelékében. Miután visszatért, a 93. gyalogos hadosztályba osztották be, akik Beyzon-ban szolgáltak. Az első világháború elején sebesülést szerzett a frontokon, így visszahívták, ameddig meg nem gyógyult. Erzincan felé, nem messze Karaburun mellett már fagyási sérülések mutatkoztak testén.
Felgyógyulása után a 9. hadseregbe került, amely 1918-ban áttörte a kaukázusi-frontot és megszállta Grúziát. Kiváló teljesítménye és bátorsága miatt többször is előléptették. A világháború után kapcsolatba került különböző kurd függetlenségi mozgalmakkal, lelkes támogatójuk volt. 1919 március 30-án megjelent egy cikke a Jîn magazinban. Ebben a Wilson elnök 14 pontok alapján egy önálló, független kurd állam létrehozását javasolta. Amikor Trabzon városában találkozott Rushdi béggel, akinek tanácsára jelentkezett egy diplomáciai csoportba, akik Bakuban tárgyaltak a Vörös Hadsereg képviselőivel a tűzszünetről.l

## Araráti Köztársaság
Kurd nacionalisták 1927. október 28-án kikiáltották a független Araráti Köztársaságot, emellett létrejött a Xoybûn, egy milicista csoport, amely a frissen megalakult ország védelmét látta el Tagjai helyi és iraki kurdok voltak.
A felkelés vezetői Ibrahim Heskit választották államfőnek, aki kapcsolatai révén Ihsan Nurit nevezte ki helyettesének, miután ő átállt csapataival a kurdok oldalára. Ihsan Nuri, aki korábban az ifjútörök mozgalom tagja volt, szimpátiát érzett a kurdok iránt, valamint származása és rokonai kapcsán döntött az átállás mellett.
1928-ban Ihsan Nuri megérkezett csapataival, jelentős modern felszerelést biztosítva a kurdok részére. Emellett taktikai képessége is kiváló volt, sok csatában sikerült megfutamítania a túlerőben lévő török seregeket. az egyik legsikeresebb hadműveletet az Ararát-hegyen keresztül vezette, megkerülte a török seregeket, akiket egy összehangolt támadás alatt hátba támadott. Sikereink köszönhetően a kurdok egészen a Van-tó vonaláig nyomultak előre.
1930-ban a török légierő gépei minden oldalról támadást indítottak a felkelők ellen, körbezárva az Ararát-hegy csúcsát. A törökök meglepetésszerű támadása a kurd csapatok széteséséhez vezetett, ezzel Törökország visszafoglalta keleti határvidékét. 

## Menekülése, halála
Az 1930-as évek közepén İhsan Nuri menekültként érkezett Iránba, mivel tartott a törökök haragjától, akik elítélték kurdbarát cselekedeteit. Nuri soha többé nem foglalkozott politikával, megházasodott és végleg letelepedett Irán fővárosában. 1976. március 25-én szokásos 10 órai sétájára indult, amikor egy motoros elütötte háza előtt. A legközelebbi kórházba szállították, de még aznap életét vesztette. A gázoló motoros kilétére soha nem derült fény.

## Fordítás
Ez a szócikk részben vagy egészben  az   Ihsan Nuri című angol Wikipédia-szócikk ezen változatának fordításán alapul.  Az eredeti cikk szerkesztőit annak laptörténete sorolja fel. Ez a jelzés csupán a megfogalmazás eredetét és a szerzői jogokat jelzi, nem szolgál a cikkben szereplő információk forrásmegjelöléseként.